# Batz-sur-Mer
 Batz-sur-Mer  (en galó Borg-de-Baz, en bretón Bourc'h-Baz) es una población y comuna francesa, situada en la región de Países del Loira, departamento de Loira Atlántico, en el distrito de Saint-Nazaire y cantón de Le Croisic.

## Demografía
| 2288 | 2277 | 2236 | 2590 | 2734 | 3049 |
| Para los censos de 1962 a 1999 la población legal corresponde a la población sin duplicidades (Fuente: INSEE [Consultar]) |      |      |      |      |      |